# Marek Čanecký
Marek Čanecký (Banská Bystrica, 17 giugno 1988) è un ciclista su strada slovacco che corre per il team dilettantistico RRK Group - Pierre Baguette - Benzinol. Passista veloce, attivo in squadre UCI dal 2014 al 2021, in carriera ha vinto tre titoli nazionali a cronometro.

## Palmarès

### Strada
- 2011 (Manisaspor, due vittorie)

1ª tappa Tour of Marmara (Şile > Kefken)
2ª tappa Grand Prix Chantal Biya (Zoétélé > Meyomessala)
- 2015 (Amplatz-BMC, una vittoria)

3ª tappa Tour de Hongrie (Balatonföldvár > Kecskemét)
- 2016 (Amplatz-BMC, due vittorie)

Visegrad 4 Bicycle Race - GP Hungary
Campionati slovacchi, Prova a cronometro
- 2017 (Amplatz-BMC, una vittoria)

Campionati slovacchi, Prova a cronometro
- 2018 (Dukla Banská Bystrica, una vittoria)

Campionati slovacchi, Prova a cronometro
- 2019 (Dukla Banská Bystrica)

2ª tappa Grand Prix Chantal Biya (Yaoundé > Ebolowa)
3ª tappa Grand Prix Chantal Biya (Zoétélé > Meyomessala)

#### Altri successi
- 2012 (Manisaspor)

Classifica scalatori Grand Prix of Sochi
- 2013 (RSC Amplatz)

Classifica scalatori Oberösterreich Rundfahrt
- 2019 (Dukla Banská Bystrica)

Classifica scalatori In the Steps of Romans
Classifica a punti Grand Prix Chantal Biya

## Piazzamenti

### Competizioni mondiali
- Campionati del mondo su strada

Spa-Francorchamps 2006 - In linea Juniores: 75º
Bergen 2017 - In linea Elite: ritirato
Innsbruck 2018 - Cronosquadre: 21º
Innsbruck 2018 - Cronometro Elite: 52º
Innsbruck 2018 - In linea Elite: ritirato
Imola 2020 - In linea Elite: ritirato
Wollongong 2022 - In linea Elite: 65º
- Campionati del mondo di ciclocross

Tábor 2010 - Under-23: 38º

### Competizioni europee
- Campionati europei su strada

Valkenburg 2006 - In linea Junior: 37º
Ankara 2010 - Cronometro Under-23: 44º
Ankara 2010 - In linea Under-23: 32º
Plumelec 2016 - In linea Elite: 60º
Herning 2017 - In linea Elite: ritirato
Glasgow 2018 - Cronometro Elite: 33º
Glasgow 2018 - In linea Elite: ritirato
Alkmaar 2019 - Staffetta mista: 8º
Alkmaar 2019 - In linea Elite: ritirato
Plouay 2020 - In linea Elite: 68º
Trento 2021 - In linea Elite: ritirato
Monaco di Baviera 2022 - In linea Elite: 43º
Drenthe 2023 - In linea Elite: ritirato
- Giochi europei

Minsk 2019 - In linea Elite: 57º
Minsk 2019 - Cronometro Elite: 23º